# عبد العزيز السليطي
عبد العزيز السليطي (مواليد 11 يونيو 1988) لاعب كرة قدم قطري في مركز الوسط.
كانت بداياته مع النادي العربي و لعب بعدها مع أندية السد و الجيش و انتقل إلى الأهلي في عام 2017 .
عبدالعزيزالسليطي لاعب مهاري جدا وله 14 هدف في مسيرته مع النادي العربي .

## مسيرته الكروية
لعب عبد العزيز السليطي خلال مسيرته الاحترافية مع 4 أندية في أربعة عشر موسمًا وسجل خلالها 10 أهداف ضمن 114 مباراة. حيث فاز في موسم واحد بالكأس ولم يفز بأي دوري.
خاض عبد العزيز السليطي مسيرته مع النادي العربي في موسم 2004–05 في المرة الأولى ليلعب معه عشرة مواسم ثم في موسم 2015–16 لمدة موسم واحد، مشاركًا طوالها في 112 مباراة سجل خلالها 10 أهداف. ثم انتقل إلى نادي السد في موسم 2013–14 لمدة موسم واحد، حيث لم يشارك في أي مباراة ولم يسجل أي هدف. لينتقل بعدها إلى نادي الجيش في موسم 2014–15 لمدة موسم واحد، مشاركًا في مباراتين ولم يسجل أي هدف أيضًا. ثم انتقل إلى النادي الأهلي في موسم 2016–17 لمدة موسم واحد، لم يشارك في أي مباراة ولم يسجل أي هدف أيضًا.

## وصلات خارجية
- عبد العزيز السليطي على موقع الاتحاد الدولي (مؤرشف)  (الإنجليزية)
- عبد العزيز السليطي على موقع قاعدة بيانات كرة القدم.إي يو (الإنجليزية)
- عبد العزيز السليطي على موقع ناشيونال فوتبول تيمز (الإنجليزية)
- عبد العزيز السليطي على موقع كووورة
- FIFA.com profile
- Goalzz.com profile